# Liste von Persönlichkeiten des US-Bundesstaates New Mexico
Die nachfolgende Liste der Persönlichkeiten des US-Bundesstaates New Mexico bietet nur eine Auswahl ohne Bewertung.
- Jeff Bezos (* 1964), Gründer von Amazon.com
- Billy the Kid (1859–1881), Westernheld
- John Denver (1943–1997), Sänger
- Sidney McNeill Gutierrez (* 1951), Astronaut
- William Hanna (1910–2001), Zeichentrickfilmer
- Neil Patrick Harris (* 1973), Schauspieler
- Conrad Hilton (1887–1979), Hotelier
- Bill Mauldin (1921–2003), Cartoonist und Karikaturist
- Demi Moore (* 1962), Schauspielerin
- Georgia O’Keeffe (1887–1986), Malerin
- Julia Roberts (* 1967), Schauspielerin
- Harrison Schmitt (* 1935), Astronaut, Geologe
- Clyde Tombaugh (1906–1997), Astronom, Pluto-Entdecker
- Demi Lovato (* 1992), Sängerin